# Tokio Dekadenz
Tokio Dekadenz (jap. トパーズ, Topāzu, dt. Topas) ist der wohl bekannteste Film des japanischen Schriftstellers und Regisseurs Ryū Murakami. Er schildert zur Musik Ryūichi Sakamotos die Lebenswirklichkeit einer Prostituierten, die sich als Callgirl auf sadomasochistische Kunden spezialisiert hat.

## Inhalt
Die schüchterne japanische Studentin Ai (愛, wörtlich „Liebe“) verdient sich als auf BDSM spezialisiertes Callgirl in der Glitzerwelt der Penthäuser Tokios ihren Lebensunterhalt.
Die Struktur des Films wird durch vier sexuelle Begegnungen getragen, wobei in der ersten und der vierten Dildos, Spiegel und die Umkehr der Maledom-Femdom-Konstellation eine Rolle spielen. In der zweiten und dritten Szene kommt es ebenfalls zu einem entsprechenden Wechsel und zu Handlungen, die in einem Zusammenhang mit Asphyxie stehen.
Das vordergründige Grundmotiv der Geschichte ist die unerwiderte romantische Liebe, die Ai einem verheirateten ehemaligen Kunden und Galeristen entgegenbringt. Zu Beginn des Filmes erhält sie von einer mysteriösen Wahrsagerin den Rat, einen pinkfarbenen Topas zu kaufen, ihn als Schmuckstück zu tragen, ein Museum im Osten zu meiden und zwei Telefonbücher unter ihren Fernseher zu legen. Später verliert Ai den Stein bei einem Kunden, findet ihn wieder und geht schließlich zum Haus des Künstlers. Die herbeigerufene Polizei wird von einer Nachbarin zurückgehalten, die den Künstler ebenfalls liebt, jedoch auch zurückgewiesen wird.
Der Film schildert die Sterilität und Kälte des modernen Lebens und die verbreitete Unfähigkeit, tiefe zwischenmenschliche Beziehungen einzugehen.

## Kritiken
„Murakamis Film benutzt das sadomasochistische Szenario durchweg als Metapher für eine durch und durch materialisierte Gesellschaft, deren erstes Opfer die Würde und Individualität ihrer Bewohner ist. Topâzu nutzt demnach die sadomasochistische Thematik, um das Leben der zeitgenössischen japanischen Gesellschaft und der materialistischen Konsumgesellschaft schlechthin als schleichenden Zerstörungsmechanismus zu entlarven.“

„Eine filmische Odyssee durch ein perverses "Wunderland" geheimer Triebe, die in einer gefühlskalten japanischen Wirklichkeit ihre versteckten Nischen finden. Betont "kunstvoll" und ambitioniert, kann der Film auf Dauer seine gedankliche Kurzatmigkeit nicht hinter den drastisch ausgespielten Sexszenen verbergen.“

## Auszeichnungen
- 1992 erhielt Murakami für den Film auf dem Filmfestival in Taormina den Preis für die beste Regie.

## Hintergrund
- 1992 wurde der Film auf der Berlinale unter dem Titel Tokyo Decadence Topaz gezeigt, er nahm aber nicht am Wettbewerb teil.
- Der Film wurde bereits mehrfach in geschnittener Fassung im deutschen Fernsehen gezeigt, so wiederholt im Nachtprogramm von SAT.1. Erstmals komplett ungeschnitten lief er am 27. Juni 2008 auf arte (OmU).
- Der Film hat vom Australian Classification Board keine Freigabe erhalten und darf daher in Australien nicht verkauft werden.[3]

## Spin-offs
Der Film Nightlife in Tokyo von Banmei Takahashi wurde 2008 in Deutschland in einer ungeschnittenen Version als Tokyo Decadence 2 wiederveröffentlicht. Auch der 2007 erschienene Film New Tokyo Decadence – The Slave (japanischer Originaltitel: Dorei) von Osamu Satō mit Rinako Hirasawa als Hauptdarstellerin spielt mit seinem englischen Titel auf Tokio Dekadenz an. Es handelt sich dabei aber um aus reinen Marketinggründen gewählte Titel. Außer der Tatsache, dass in den Filmen die Stadt Tokio und die sexuelle Praktik des BDSM thematisiert wird, haben sie mit dem hier behandelten Film Tokio Dekadenz nichts gemeinsam.